# Pristimantis chimu
Pristimantis chimu är en groddjursart som beskrevs av Lehr 2007. Pristimantis chimu ingår i släktet Pristimantis och familjen Strabomantidae. IUCN kategoriserar arten globalt som otillräckligt studerad. Inga underarter finns listade i Catalogue of Life.